# Nikola Ivanov
Nikola Ivanov (bulgară Никола Иванов, n. 2/14 martie 1861, Kalofer, Imperiul Otoman – d. 10 septembrie 1940, Sofia, Regatul Bulgariei) a fost un general bulgar. Este cunoscut pentru capturarea Adrianopolului în Primul Război Balcanic.

## Biografie
Nikola Ivanov s-a născut la 2 martie 1861 în Kalofer. A studiat la Liceul Național Aprilov în Gabrovo și apoi în liceul imperial Galasaray din Istanbul (1875-1877). A participat la Războiul Ruso-Turc (1877–1878) ca voluntar. După război, a rămas pentru o perioadă scurtă de timp în Plovdiv, înainte de a merge la Școala Militară din Sofia în 1878, pe care a absolvit-o în anul următor. La 22 mai 1879 a fost promovat la gradul de locotenent. În același an, a fost numit în miliția Rumeliei Orientale ca ofițer de juniori și a servit în compania 1 și 2 Plovdiv. La 9 februarie 1881 a fost promovat la gradul de prim locotenent.
A participat la Unificarea Bulgariei. La 9 septembrie 1885 a fost promovat drept  căpitan și cu ordinul nr. 4 a fost numit pentru comandantul detașamentului Tarnovo-Seymen în aceeași zi.

### Războiul sârbo-bulgar
În timpul Războiului sârbo-bulgar din 1885, Ivanov a lucrat pentru șeful Coloanei Centrale a Detașamentului de Vest. A participat la Bătălia de la Pirot în 14-15 noiembrie.
După război, în 1886, a fost numit adjutant al Cneazului Alexandru I, după care a devenit șef al Departamentului de Inspecție al Clădirilor din Ministerul Apărării. La 1 aprilie 1887 a fost avansat la funcția de maior. În 1888 a fost comandant al Regimentului 10 infanterie, în 1889 a fost șef de personal al Brigăzii a 4-a și în 1890 a Regimentului 4 Cavalerie. La 2 august a fost promovat la gradul de locotenent-colonel. După aceea, a fost asistent al șefului Cartierului General al Armatei (1891-1894) și apoi șef al Cartierului General (1894-1896). La 2 august 1895 a fost promovat la rangul de colonel. Între 17 noiembrie și 29 noiembrie 1896 s-a ocupat temporar de Ministerul Apărării.
Nikola Ivanov a fost ministru al Apărării în Guvernul Konstantin Stoilov (1896-1899), a comandat a 4-a Divizie de infanterie preslavă (1899–1903) și a 2-a Divizie de infanterie tracică (1903–1907). La 15 noiembrie 1900 a fost promovat la gradul de general-maior. Din 1907 a fost numit șef al celei de-a doua regiuni de inspecție militară.
Pentru a sărbători 25 de ani de la sosirea sa în Bulgaria, țarul Ferdinand a promovat șase generali maiori în gradul de general-locotenent la 2 august 1912, iar Ivanov a fost unul dintre ei. Aceasta a fost prima dată în al treilea Regat Bulgar, când acest rang a fost acordat ofițerilor activi.

### Războaiele Balcanice
În timpul Primului Război Balcanic, generalul Ivanov a condus a doua Armată între septembrie 1912 și iulie 1913. Acesta a fost la conducerea asediului și capturării Adrianopolului. 
În timpul celui de-al Doilea Război Balcanic din 1913 Armata a 2-a, depășită numeric, a condus bătălii aprige împotriva întregii armate grecești și a trebuit să se retragă după Bătălia de la Kilkis-Lahanas, iar ulterior s-a oprit și i-a înconjurat pe greci în Bătălia din Cheile Kresna. Ivanov a fost înlocuit în comanda Armatei a 2-a în iulie 1913, iar la 7 august după încetarea focului a demisionat din armată.
În timpul Primului Război Mondial, a rămas în rezervă. În acea perioadă, el a acționat ca personaj public și publicist. A fost ales ca președintele clubului ofițerilor de rezervă din Sofia. La 6 mai 1936 a fost promovat la rangul de general al infanteriei.
Generalul Nikola Ivanov a murit la 10 septembrie 1940 la Sofia.

## Premi câștigate
Printre medaliile, ordinele și premiile câștigate de generalul Ivanov se numără:
- Ordinul Curajului, gradul II clasa a doua; clasa a patra
- Ordinul Sfântului Alexandru, gradul I si II cu briliante
- Ordinul Meritului Militar, gradul I
- Ordinul Stara Planina, gradul I cu săbii - premiat postmortem pe 20 decembrie 2012[3]
- Ordinul "Sfânta Ana", clasa întâi și a patra cu briliante
- Ordinul Italian al Coroanei Italiei, Mare Cruce Cavalerească
- Ordinul German al Coroanei Prusace, clasa întâi
- Ordinul Franz Joseph din Austro-Ungaria, clasa a doua